# Festuca wagneri
Festuca wagneri là một loài thực vật có hoa trong họ Hòa thảo. Loài này được (Degen, Thaisz & Flatt) Krajina mô tả khoa học đầu tiên năm 1929.